# Ischnothyreus browni
Ischnothyreus browni là một loài nhện trong họ Oonopidae.
Loài này thuộc chi Ischnothyreus. Ischnothyreus browni được Arthur M. Chickering miêu tả năm 1968.